# TVP HD
TVP HD là một kênh truyền hình phiên bản HD đặc biệt của các kênh phát sóng công cộng Ba Lan (Telewizja Polska). Một kênh truyền hình kỹ thuật số đã có ở Warsaw, Poznań, Zielona Góra, Żagań, Kraków, Leżajsk và Krosno từ ngày 6 đến ngày 25 tháng 8 năm 2008.
Kênh được lên sóng vào tháng 8 năm 2008, phát sóng theo kiểu 1080i được mã hóa bằng MPEG4/H.264.
Nó được mã hóa trên vệ tinh (Hot Bird 13C tại 13° đông), với 18 giờ nội dung HD hàng ngày. Trong suốt kì Thế vận hội Mùa hè 2008, tín hiệu đã được thay thế cho TVP Polonia, TVP Historia và TVP Kultura.